# Esava Naqeleca
Esava Naqeleca (4 gennaio 1989) è un calciatore figiano, attaccante dell'Amicale.

## Carriera

### Club
Nel 2011, dopo aver giocato in patria con Lautoka e Suva, si trasferisce a Vanuatu, all'Amicale.

### Nazionale
Ha debuttato in Nazionale il 17 novembre 2007, in Figi-Nuova Caledonia (3-3). Ha messo a segno la sua prima rete con la maglia della Nazionale il 13 luglio 2011, nell'amichevole Figi-Vanuatu (2-0), in cui ha siglato la rete del definitivo 2-0. Ha collezionato in totale, con la maglia della Nazionale, 13 presenze e una rete.